# Franklin (Connecticut)
Franklin es un pueblo ubicado en el condado de New London en el estado estadounidense de Connecticut. En el año 2005 tenía una población de 1,916 habitantes y una densidad poblacional de 38 personas por km².

## Geografía
Franklin se encuentra ubicado en las coordenadas 41°37′11″N 72°08′33″O / 41.61972, -72.14250.

## Demografía
Según la Oficina del Censo en 2000 los ingresos medios por hogar en la localidad eran de $62,083 y los ingresos medios por familia eran $68,478. Los hombres tenían unos ingresos medios de $45,197 frente a los $31,492 para las mujeres. La renta per cápita para la localidad era de $25,477. Alrededor del 2.5% de la población estaban por debajo del umbral de pobreza.